# 雙陸棋
雙陸棋（Backgammon），又稱百家乐棋，是一類供两人对弈的版圖遊戲，棋子的移动以掷骰子的点数决定，首位把所有棋子移离棋盘的玩者可获得胜利。游戏在世界多个地方演变出 飛行棋 多个版本，但保留一些共通的基本元素。
在遊戲中，每位玩者盡力把棋子移動及移離棋盤。虽然游戏有很大的运气成分，遊戲的策略仍然十分重要。每次擲骰子时，玩者都要從多種選擇中選出最佳的走法。计算机科学家们对双陆棋做了很多研究，目前双陆棋软件已经可以击败世界级的人类选手。

## 历史

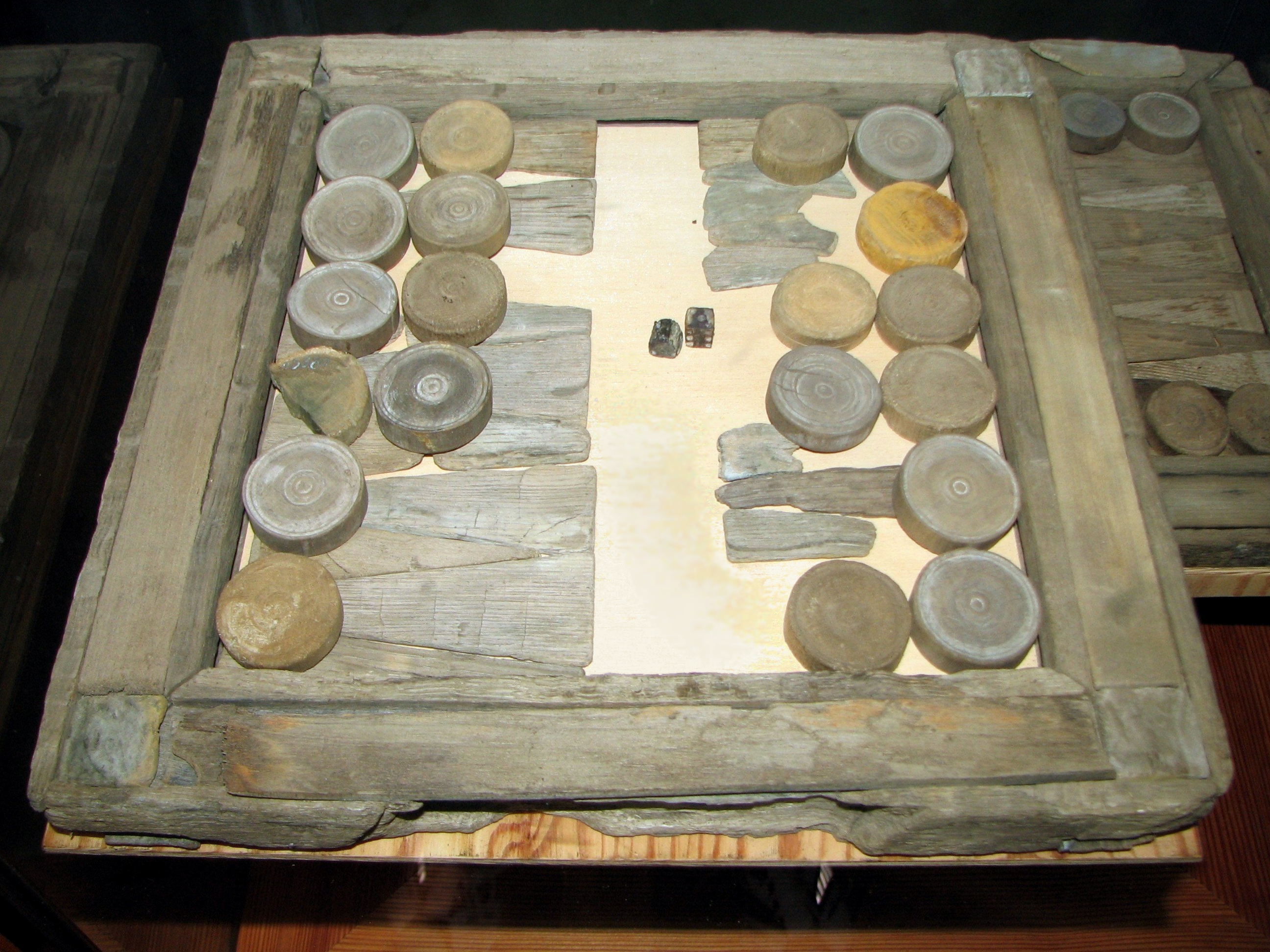
在瑞典的一艘沉船里发现的一个木制的双陆棋棋盘和一些棋子

### 西方
西方的雙陸棋起源於大约公元前3000年古埃及的塞尼特，此外罗马帝國也曾有一种类似双陆棋的游戏。11世纪时，双陆棋传到法国，很快成为赌徒们最喜爱的游戏，以致于路易九世在1254年颁布了一项法令，禁止官员们下双陆棋。12世纪时，双陆棋传到德国，13世纪时传到了冰岛。17世纪时还传到了瑞典，当时在瑞典的一艘沉船里发现了一个木制的双陆棋棋盘和一些棋子。19世纪时，随着西方列强大量建立殖民地，双陆棋传遍了全世界。至今双陆棋仍風行於西方社會，這個遊戲適合兩人對弈，各自執一黑一白之十五個棋子，遊戲有一個固定的開始擺設方式，雙方各有一個杯子裝兩箇骰子，为求公平只能由手持杯子擲骰子。雙陸棋一般使用的棋具外觀優美，由於技巧與運氣因素各佔一半，因此適合酌彩。
《艾布·達吾德聖訓集》41:4920記載穆罕默德說玩雙陸棋是違抗真主及其使者。
在英语和绝大多数欧洲语言中，双陆棋一词为“backgammon”，“back”是“后退”的意思，而“gammon”在中古英语中则有“游戏”之意，该词最早在1650年的牛津英语词典中出现。

芝諾於480年的塔布拉棋局

東羅馬帝國皇帝芝諾是塔布拉的玩家，這種遊戲與現代西洋雙陸棋幾乎完全相同。480年，皇帝有一次打出的骰子運氣極差，差到他寫了一首警句記錄下來；半個世紀後，歷史學家阿加提亞斯重現了這首警句，這使得該遊戲在19世紀得以重建。芝諾是紅色棋子，他有一疊七個跳棋、三疊兩個跳棋和兩個黑棋，這些跳棋單獨站在一個點上，因此有被來襲的對手跳棋推出棋盤的危險。芝諾擲出了遊戲中使用的三個骰子，得到了2、5和6。與西洋雙陸棋一樣，芝諾不能移動到被兩個對手（黑色）棋子佔據的位置。紅黑棋子點數分佈如此均勻，以至於按照遊戲規則，要想用掉所有三個結果，唯一的辦法就是把三疊兩子棋子打成空子，這樣就暴露了吃子的風險，芝諾也就輸掉了這盤棋。一些歷史學家認為這是人類歷史上第一個有記載的爆冷門故事。

### 東亞

#### 中國
中国古代的双陆是一种类似赌博的棋戏，有握槊、長行、波羅塞戲、雙六等名稱，是來自印度传入的波罗塞戏基础改造。双陆棋子为马形，黑白各十五或十二枚，两人相博，掷骰子按点行棋。双陆在唐代、五代、辽代、金代、元代曾风靡一时，连武則天、唐玄宗、后唐明宗、也喜欢玩双陆。
《唐國史補》記載武则天梦见与大罗天女打双陆。局中只要有子，旋即被打将，不得其位，频频输给天女。狄仁傑則告訴她說是「雙陸不勝，無子也。」勸說是上天用棋子來警示武則天。宋元话本小说《梁公九谏》中〈第六諫〉、《狄仁傑傳》、《天中記》、《淵鑑類函》也有類似的故事。但網路上卻誤謬為武則天夢見下象棋。
唐朝敦煌的《孔子項託相問書》，出現孔子邀請項橐玩雙陸的劇情。
周昉有画《杨妃架雪衣女乱双陆图》，描畫唐玄宗與人玩雙陸要輸時，楊貴妃故意放白鸚鵡擾亂棋局。但網路也誤謬成下圍棋。
古中國時，雙陸、樗蒲、北周象戲、打馬與朝鮮半島的柶戲棋子皆稱為馬。
北宋朱彧將雙陸稱為象棋（象牙棋子）。
南宋時出現詳記東亞多種雙陸變體的局盤制度、布子格式、行馬規則等的《譜雙》。

## 规则

红棋和黑棋的移动方向

双陆棋的目的是将己方所有棋子越过对方，然后再移离棋盘。游戏开始时，棋子较为分散，在游戏过程中可能被对方攻击或阻挡。由于下一盘棋所需的时间很短，比赛中通常采用计分制，首先获得一定分数的一方为胜利者。

### 设备
- 棋盘（见图）
- 两套不同颜色的十五枚棋子（每位玩者一套）
- 四顆骰子（每位玩者两个）或者两个骰子（每人一顆，骰两次）杯子
- 倍数方块

### 摆法
棋盘的每一条边上都有十二个三角形（如上图所示），从右下角开始依顺时针方向用数字1到24编号（对方则正好相反，从右上角开始依逆时针方向编号，己方的第1格就是对方的第24格，己方的第2格就是对方的第23格，依此类推）。每位玩者将两枚棋子放在第24格，三枚棋子放在第8格，五枚棋子放在第13格和第6格。
第1格到第6格叫做内盘或主盘，第7格到第12格叫做外盘。第7格又叫做临界點，第13格又叫做中點。
換言之，假設己方玩者使用黑棋，紅方玩者使用紅棋，坐標順序如下：
- 黑棋使用之坐標順序，由自己右下角開始依順時針方向數字1至24編號；
- 紅棋使用之坐標順序，由自己左下角開始依逆時針方向數字24至1編號。

### 走法

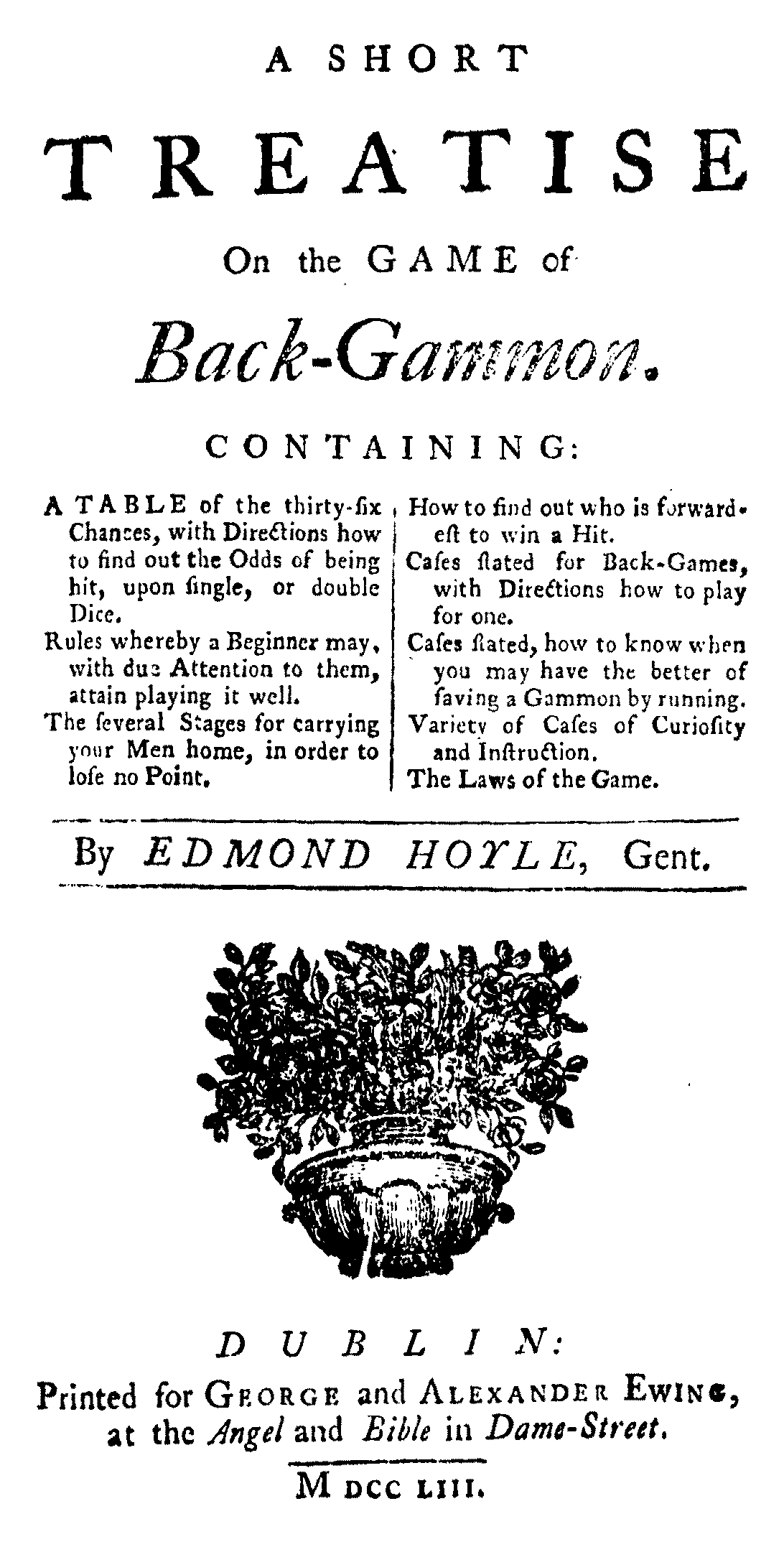
1743年的一篇关于双陆棋的论文，由英国双陆棋棋手Edmond Hoyle所作

游戏开始时，双方各掷一个骰子，点数较大的一方先走。双方轮流移动棋子，每次移动前先掷兩個骰。
掷骰子后，玩者必须按照掷出的点数移动棋子，例如：若掷到6和3，就必须将一枚棋子向前移动6格，再将另一枚棋子向前移动3格；也可以将同一枚棋子移动6格再移动3格，或先移动3格再移动6格也可，但不能直接移动9格。如果掷到两骰相同的点数叫作“雙翻doubles”，就是所得點數翻一倍，例如：若掷出两个5，便可将四枚棋子向前移动5格。惟當擲兩個骰後只有一步可正常走動，則必須優先按照擲得較高點數的一個骰子移動一枚棋子。簡單來說，雙方玩者要把棋子由開始時靠攏對方走往靠攏自己。
換言之，假設己方玩者使用黑棋，紅方玩者使用紅棋，棋子走向如下：
- 黑棋走向，由24往1；
- 紅棋走向，由1往24。

### 攻击弱棋
棋子只能移动到未被占据或被己方棋子占据的格，也可以移动到仅被一枚对方棋子占据的格，此時对方的这枚棋子便稱為「弱棋」。弱棋遭「攻击」后，便要放在位於棋盘中央分界上的「板點」，計算上可視為虛擬之「黑棋第25格」或「紅棋第0格」；當弱棋方於板點有棋，必須優先於下回移動弱棋由板點返到坐標線重新出發，直至清空板點為止暫不得移动坐標線各格現存之棋子──下一回擲骰時，將遭攻擊而打入板點的弱棋從己方起點出發，例如：若掷到2，黑棋／紅棋就可分別移动到第23／2格；如果掷到3，黑棋／紅棋就可分別移动到第22／3格，依此类推。
因為棋子不能移动到已被对方棋子两枚或兩枚以上所占据的格，所以不可能會有任何格是同时被己方和对方的棋子占据。
換言之，假設己方玩者使用黑棋，紅方玩者使用紅棋，被攻擊之棋子回到坐標線之起始情況如下：
- 黑棋被攻擊後回到坐標線之起始點，由24至19任一格開始（視乎擲骰得1至6點不等）；
- 紅棋被攻擊後回到坐標線之起始點，由1至6任一格開始（視乎擲骰得1至6點不等）。

### 移离棋盘
如果所有棋子都回到了己方内盘（黑棋第1到第6格／紅棋第19至第24格），就可以开始将棋子「移离」棋盘。如果掷到1，就可将位于第1格的棋子移离棋盘；如果掷到2，就可将位于第2格的棋子移离棋盘，依此类推。不能将比所掷数字更低点的棋子移离棋盘，除非後面已经没有任何棋子。例如，如果掷到5和4，第4格有两枚棋子，而第5格和第6格都没有棋子，才可以从第4格将两枚棋子移走；如果第5格没有棋子，但第6格仍有棋子，则不能移动两枚第4格的棋子。
如果在移离棋盘时有棋子被对方攻击，就必须等该棋子回到了己方内盘后才可以继续移离棋盘。
換言之，假設己方玩者使用黑棋，紅方玩者使用紅棋，棋子可移離棋盤之條件如下：
- 黑棋移離棋盤前之所在位置，須介乎1至6共6格中之任何格（視乎擲骰得1至6點不等）。
  - 擲某數者只能把處於第某數格或更高數格之棋子移走，除非更高數格之棋子已無棋。
- 紅棋移離棋盤前之所在位置，須介乎24至19共6格之任何格（視乎擲骰得1至6點不等）。
  - 擲某數者只能把處於第某數格或更低數格之棋子移走，除非更低數格之棋子已無棋。

### 胜负与得分
首先将所有棋子移离的一方获得勝利，可得一分。如果玩者还未開始将棋子移离棋盘，而对方已将所有棋子移离，对方就获得两分，称为“全胜”或“家乐”。如果玩者还未開始将棋子移离棋盘，且仍有棋子在板點上或在对方内盘上，而对方已将所有棋子移离，对方就获得三分，称为“完胜”或“百家乐”。

### 总点数
在对局中，某一方所有棋子佔據坐標線與板點各位置的点数叫做“总点数”。开局时双方的总点数为167，对局过程中总点数逐渐减少，但是当棋子被攻击而进入板點时，总点数便隨之增加，总点数較小的那一方則處於领先狀態。比赛时不允许用计算器计算总点数，因此双陆棋手们必须具備敏捷的心算能力。

## 倍数方块

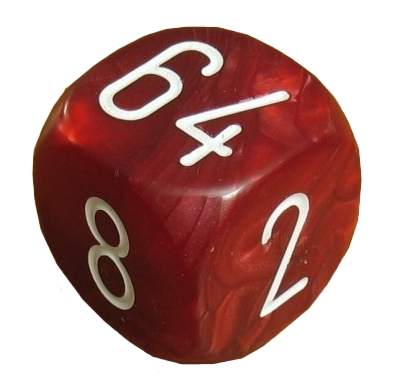
倍数方块

倍数方块（又称倍数骰子）最早在1926年为纽约的双陆棋棋手们使用，以后逐渐为全世界所采用。其目的是为了增加游戏的速度和难度，以及使游戏更富有趣味性。倍数方块是刻上数字2、4、8、16、32和64的立方体。掷骰子之前，玩者可以要求将所得的分数加倍。对方必须立刻接受要求，或认输。如果接受要求，就将倍数方块转到数字2朝上，所得的分数将加倍。也就是说，获得胜利将得到两分，获得全胜将得到四分，而如果失败了，对方就获得两分。以后还可以加到更高的倍数。加倍的次数不限，可以加到128倍，256倍，但实际上很少加到4倍以上。倍数方块要求玩者们不仅要选择最佳的着法，还需要估计取胜的概率。
一般情况下，如果认为自己获胜的概率大于50%，应主动提出加倍要求；当对方提出加倍要求时，如果认为自己获胜的概率大于25%，就应该接受（这个概率不仅与双方的总点数以及棋子的位置有关，还与棋手个人的水平、风格以及看问题的角度有关）。但如果认为自己有机会获得全胜或完胜，就不要主动提出加倍要求，否则一旦对方认输，就只能得到一分。如果一时难以估计取胜的概率，不要主动提出加倍要求；但当对方提出加倍要求时，可以根据双方的总点数来判断是否应接受；如果己方的总点数比对方大10个点以上，就不应该接受加倍，否则应该接受加倍。
关于倍数方块还有两条很重要的规则：雅可比（Jacoby）规则和克罗福（Crawford）规则。雅可比规则规定，如果对局中未曾使用倍数方块，则获得全胜或完胜都只能得到一分。这条规则鼓励了棋手们使用倍数方块，而不是一直玩到底企盼着获得全胜或完胜。雅可比规则在赌博时广泛使用，但不在比赛中使用。
克罗福规则规定，如果某一方只差一分就获得了比赛胜利，双方都不准使用倍数方块。使用这条规则的目的是防止某一方只差一分就获得比赛胜利时，对方为增加获胜的概率而提出加倍要求。克罗福规则经常在比赛中使用。

## 对局记录
双陆棋的对局记录法由美国棋手Paul Magriel在20世纪70年代发明。
掷骰子掷到4和2，记录为：4-2
从第8点移动一枚棋子到第4点，再从第6点移动一枚棋子到第4点，记录为：8/4 6/4
攻击对方的弱棋，在着法后加星号（*）。例如，从第13点移动一枚棋子到第7点，并攻击对方的弱棋，记录为：13/7*
从第13点移动一枚棋子到第7点，并攻击对方的弱棋，再移动到第5点，记录为：13/7*/5
移动超过一枚棋子，在着法后注明移动棋子的数目。例如，掷到两个2，从第6点移动三枚棋子到第4点，再从第13点移动一枚棋子到第11点，记录为：2-2 6/4(3) 13/11。
用bar表示分界，off表示移离棋盘，例如bar/22 17/9，5/off 2/off。

## 开局
双陆棋的开局要比其它棋盘游戏如中国象棋和国际象棋复杂，这是因为每次掷骰子都有21种可能的骰点组合，每一种组合又有多种可行的着法。以下只讨论第一步的最佳着法。
| 骰点 | 最佳着法     | 其它可行的着法 | 其它可行的着法 | 其它可行的着法 |
| ---- | ------------ | -------------- | -------------- | -------------- |
| 2-1  | —            | 13/11, 6/5     | 13/11, 24/23   | 8/5            |
| 3-1  | 8/5, 6/5     | —              | —              | —              |
| 4-1  | 13/9, 24/23  | 13/8           | —              | —              |
| 5-1  | 13/8, 24/23  | 13/8, 6/5      | —              | —              |
| 6-1  | 13/7, 8/7    | 13/6           | —              | —              |
| 3-2  | 13/11, 24/21 | 13/10, 13/11   | —              | —              |
| 4-2  | 8/4, 6/4     | —              | —              | —              |
| 5-2  | 13/8, 24/22  | 13/8, 13/11    | 13/6           | —              |
| 6-2  | 13/11, 24/18 | —              | —              | —              |
| 4-3  | 13/6         | 13/10, 13/9    | 13/10, 24/20   | 13/9, 24/21    |
| 5-3  | 8/3, 6/3     | —              | —              | —              |
| 6-3  | 24/18, 13/10 | 24/15          | —              | —              |
| 5-4  | 13/8, 24/20  | 13/8, 13/9     | —              | —              |
| 6-4  | 8/2, 6/2     | 24/14          | 24/18, 13/9    | —              |
| 6-5  | 24/13        | —              | —              | —              |

这里有几条规律，如果能够占据某个点，应尽可能占据，例如掷到6和1可以占据第7点。这样一方面可以起到阻挡对方的作用，另一方面第7点就可以作为根据地，以后可以放上更多棋子。
如果不能够占据某个点，一般最佳开步为移动第24点及第13点的棋子，例如掷到3和4时，应走13/10，24/20 。移动到第10点的棋子，虽然是一枚弱棋，但对方只有掷到相加为9的骰点（即6和3，或5和4）时才有机会攻击，概率只有九分之一；而且这枚棋子还增加了能够占据己方内盘某个点的概率，例如原来只有掷到4和2才能占据第4点，以后掷到6和2也可以了（10/4，6/4），为进一步阻挡对方棋子做好了准备。至于移动到第20点的棋子，虽然也是一枚弱棋，且很容易被对方攻击（对方掷到3或1就可攻击），但倘若对方真的攻击了，对方自己就要在第20点留下一枚弱棋，下一步掷到5或4时，就可以反攻；而且这枚棋子还能够防止对方从第12点移动棋子（例如，如果对方走12/16，下一步掷到4就可以走20/16攻击它），使对方难以占据外盘和内盘的点。另外还须注意，移动位于第13点的棋子时，移动的步数越小越好（除非能够移动到第8点），这样将尽可能减少被对方攻击的概率。
以上最佳开步乃是计算机分析的结果。一些过去曾认为最佳的开步，现在已被更好的着法取代。例如，过去曾认为掷到2和5时，最佳着法为13/11 13/8，但计算机分析结果表明，24/22 13/8的着法更好。

## 变体
双陆棋有不少变体，有的变体摆法有所改变，有的则是走法不同，还有的变体对某些骰子点数有特殊的规定。
一种常见的变体是任何一个点上最多允许有五枚棋子。虽然这不是官方的规则之一，但是在某些地区十分流行。
Acey-deucey是一种双陆棋变体，开始时棋盘上没有棋子，必须在游戏时放入。如果掷到1和2，可以任意走动两枚棋子，如果掷到两个相同的点数，移动棋子后可再掷一次。
超级双陆〔Hypergammon〕是一种双陆棋变体，每位玩者只有三枚棋子，位于第24、23和22点上，该游戏已彻底解决，就是说，对于所有的三千二百万种局面，都已找到了取胜概率和最佳着法。由于每位玩者只有三枚棋子，因此超级双陆的运气成分非常大，而策略成分则较小。
纳克双陆〔Nackgammon〕是一种双陆棋变体，由纳克·巴拉德（Nack Ballard）发明，摆法与双陆棋略有不同，第6点和第13点比双陆棋少放一枚棋子，第23点放两枚棋子。与双陆棋相比，纳克双陆开局时总点数较大（为195），因此所需时间较长，难度亦较大。
日本双陆〔すごろく，Sugoroku〕是一种双陆棋变体，6世纪时由中国传入日本，现流行于日本。其摆法与双陆棋相同，但规则略有不同。主要区别为日本双陆中首先将所有棋子移入己方内盘即算胜利，无需再移离棋盘（因此也就无所谓全胜和完胜），因此所需时间较短。另外，日本双陆不使用倍数方块，也不允许占据连续六个点（所谓“占据某个点”是指该点至少有两枚己方的棋子）。与双陆棋相比，日本双陆规则比较简单。

## 策略与战术

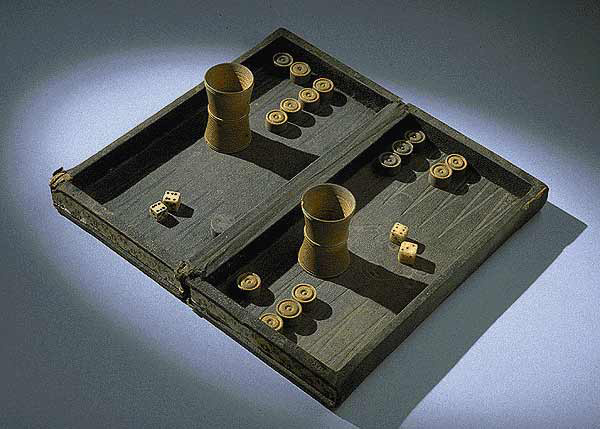
19世纪的双陆棋

最直接的策略就是避免被对方攻击或阻挡。要尽可能避免留下弱棋，如果一定要留下弱棋，要尽可能使受到攻击的概率为最小。一般情况下，当弱棋与对方棋子相距六个点时，最容易遭到对方攻击；无论是近一点还是远一点，受到攻击的概率都会减少。以下的表格给出了弱棋与对方棋子之间的距离，以及受到攻击的概率。
| 弱棋与对方棋子之间的距离 | 受到攻击的概率 |
| ------------------------ | -------------- |
| 1                        | 30.6 %         |
| 2                        | 33.3 %         |
| 3                        | 38.9 %         |
| 4                        | 41.7 %         |
| 5                        | 41.7 %         |
| 6                        | 47.2 %         |
| 7                        | 16.7 %         |
| 8                        | 16.7 %         |
| 9                        | 13.9 %         |
| 10                       | 8.3 %          |
| 11                       | 5.6 %          |
| 12                       | 8.3 %          |
| 15                       | 2.8 %          |
| 16                       | 2.8 %          |
| 18                       | 2.8 %          |
| 20                       | 2.8 %          |
| 24                       | 2.8 %          |

如果己方总点数大大领先于对方，应迅速将棋子越过对方，并移离棋盘。这种策略叫做“赛跑策略”。如果己方总点数与对方相差不大，应采用“占有性策略”，就是用两枚棋子占据对方内盘某个点，这样以后就有机会攻击对方弱棋，或者掷到两个大骰点时就有机会逃脱。
将连续六个点占据，使对方的棋子无法越过，这种策略叫做“阻挡策略”。
将己方内盘上六个点全部占据，使对方被攻击的的棋子无法重新进入游戏，这样就可迅速取得优势，并获得胜利。这种策略叫做“闪电战策略”，是阻挡策略的一个特例。
如果己方总点数落后于对方，可以保留一些棋子在对方内盘上，并在己方内盘上建立屏障，等对方棋子回到内盘时，就有机会攻击它们。这种策略叫做“撤退策略”。撤退策略并不是一个十分有效的策略，使用撤退策略的棋局中只有20%能够获得胜利。撤退策略只适用于己方总点数已大大落后于对方的情形，如果一开始就使用撤退策略，那么通常都会失败。
将所有弱棋保持在与对方棋子相同的距离上。例如，将所有弱棋放在对方必须掷到2才能攻击到的点上。这样将减少被对方攻击的概率。还有一种很重要的策略，有时无法直接攻击对方弱棋或占据某个点，这时就要考虑到下一步，使得下一步能够有最大的机会攻击对方弱棋或占据某个点。这种策略叫做“多样化策略”。

## 国际比赛

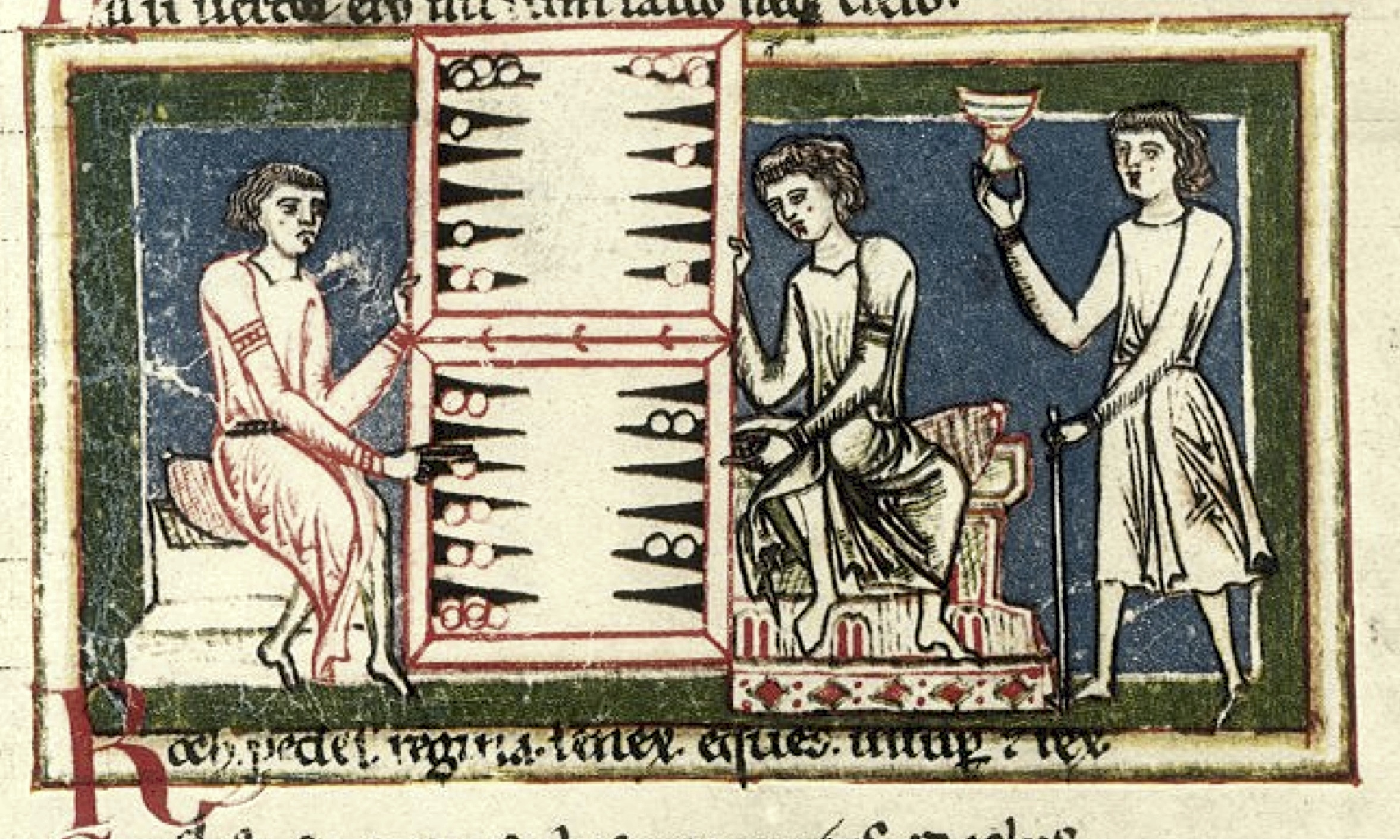
中世纪的双陆棋棋手

世界双陆棋锦标赛始于1979年，在摩纳哥蒙特卡洛举行，比赛持续一个星期，每年都吸引了数千名选手和旁观者。

## 软件

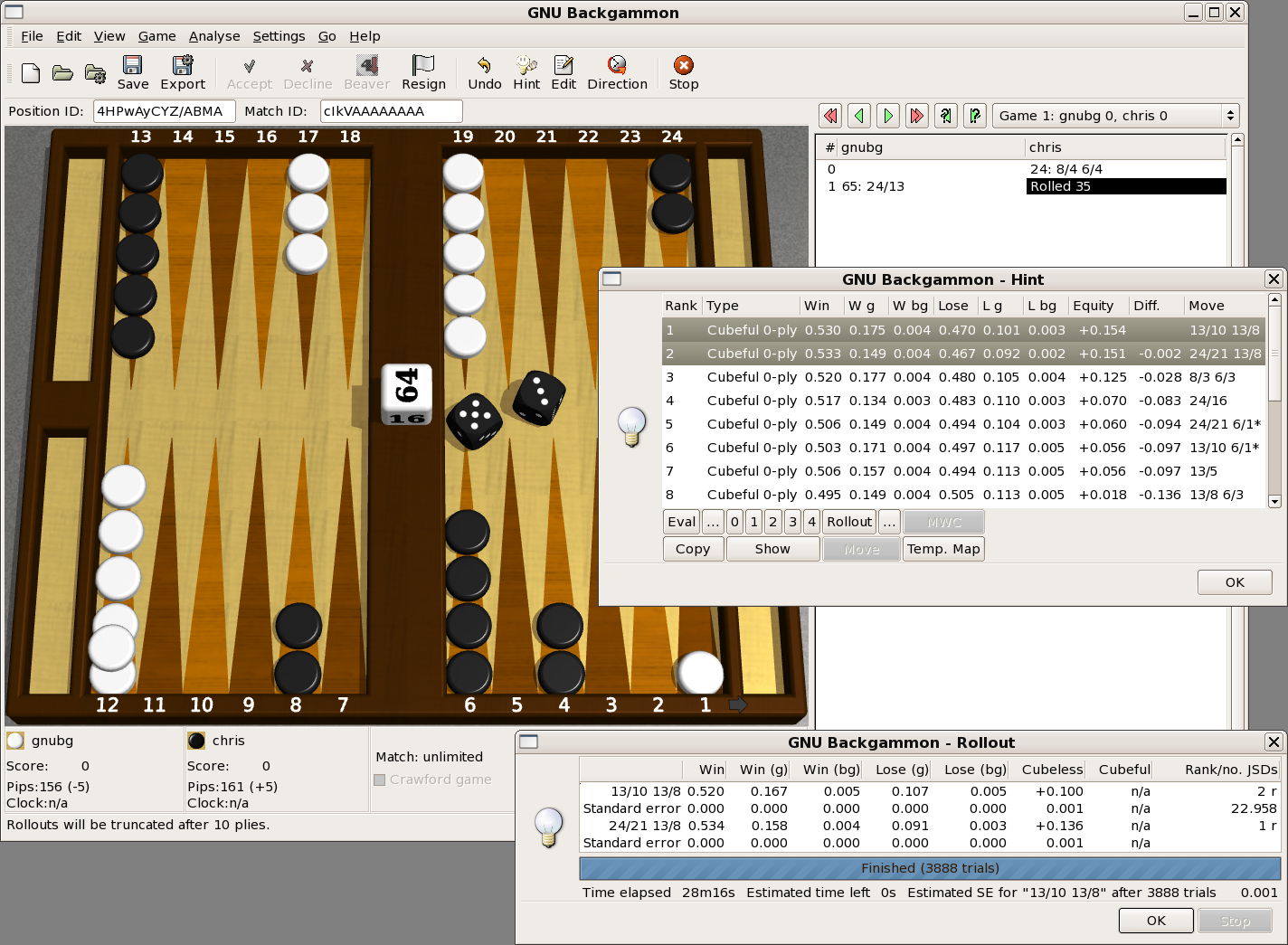
GNU双陆棋软件

20世纪70年代，一名德国棋手Hans Berliner编写了双陆棋程序BKG 9.8。开始时，该程序跟初学者下棋也经常输；但后来Berliner使用了模糊逻辑的原理，使程序不断改进，最终在1979年7月以7:1击败了当时的世界冠军──意大利棋手Luigi Villa。Berliner指出，这多半是运气的原因，掷得的骰点对计算机比较有利。
20世纪80年代晚期，程序员们使用一种叫人工神经网络的新方法，使双陆棋软件的水平大大提高。其中一种叫TD-Gammon的程序，由Gerald Tesauro编写，是第一个接近专家级水平的双陆棋程序。美国棋手Bill Robertie和Kit Woolsey表示，TD-Gammon的水平已经高于世界上最好的棋手了。

## 棋手

### 美洲棋手
- John Perkins Cushing（英语：John Perkins Cushing） （美国棋手）
- Billy Eisenberg（英语：Billy Eisenberg） （美国棋手，曾获1975年世界双陆棋锦标赛冠军）
- Robert Floyd （美国棋手）
- Dan Harrington（英语：Dan Harrington） （美国棋手）
- Oswald Jacoby（英语：Oswald Jacoby） （美国棋手，曾获1972年世界双陆棋锦标赛冠军）
- Joe Russell（英语：Joe Russell） （美国棋手，曾获1989年世界双陆棋锦标赛冠军）
- Jason Lester（英语：Jason Lester） （美国棋手）
- Paul Magriel（英语：Paul Magriel） （美国棋手，曾获1978年世界双陆棋锦标赛冠军）
- Bill Robertie（英语：Bill Robertie） （美国棋手，曾获1983年和1987年世界双陆棋锦标赛冠军）
- Alan Rosenberg（英语：Alan Rosenberg） （美国棋手）
- Erik Seidel（英语：Erik Seidel） （美国棋手）
- Kit Woolsey（英语：Kit Woolsey） （美国棋手）
- Brian Zembic（英语：Brian Zembic） （加拿大棋手）

### 欧洲棋手
- Terence Reese（英语：Terence Reese） （英国棋手）
- Charalambos Xanthos（英语：Charalambos Xanthos） （英国棋手）
- Mads Andersen（英语：Mads Andersen） （丹麦棋手，曾获2002年世界双陆棋锦标赛冠军）
- Gus Hansen（英语：Gus Hansen） （丹麦棋手）
- Philip Vischjager（英语：Philip Vischjager） （荷兰棋手，曾获2006年世界双陆棋锦标赛冠军）
- Luigi Villa（英语：Luigi Villa） （意大利棋手，曾获1979年世界双陆棋锦标赛冠军）

### 中东棋手
- Ezer Weizman （以色列棋手）
- Tunç Hamarat（英语：Tunç Hamarat） （土耳其棋手）

### 中国棋手
目前尚未有任何著名的中国双陆棋棋手。
西洋骰子棋，在中國唐朝甚為流行，其名為雙陸棋或長行棋，較有名者為唐朝狄仁傑。

## 外部連結
- 双陆棋 （页面存档备份，存于）
- rec.games.backgammon
- come2play （页面存档备份，存于）